# Ângelo Kretã
Ângelo dos Santos Souza Kretã (Aldeia Indígena de Mangueirinha, 12 de dezembro de 1942 — Pato Branco, 29 de janeiro de 1980) foi uma liderança indígena brasileira do povo caingangue.
Era filho do professor branco Gentil Souza e da índia Balbina da Luz Abreu. Para ter direito a uma posição na sociedade da sua aldeia, foi batizado com o sobrenome indígena que havia pertencido a seu bisavô materno, o cacique Antônio Joaquim Kretã. Foi criado por um tutor, o líder João Antônio de Morais. Quando criança sua aldeia foi expulsa da Terra Indígena de Mangueirinha, que foi fracionada e vendida pelo governo. Em 1963 a FUNAI começou a trabalhar para reaver as terras para os índios, mas sem sucesso. Nesta época Kretã deixou a casa de Morais e passou a viver na aldeia.
Viveu como agricultor e se destacou em trabalhos comunitários. Em 1971 foi eleito cacique, e ao discursar em sua posse afirmou o compromisso de recuperar o protagonismo dos índios nos assuntos que lhes diziam respeito. Kretã começou a se tornar mais conhecido quando foi eleito vereador pelo MDB em 1976, o primeiro indígena brasileiro a assumir uma legislatura, defendendo a demarcação das terras indígenas. Entre 1978 e 1979 liderou a retomada de posse das Terras Indígenas de Chapecó, Rio das Cobras e Mangueirinha, nesta recuperando mais de 9 mil hectares para seu povo, de uma área original de 18 mil ha, expulsando posseiros que lá estavam instalados, e dando início a um movimento que se espalhou por vários estados. Em 1979 foi um dos principais articuladores na criação da União das Nações Indígenas.
Sua atividade desencadeou resistências de latifundiários e madeireiros, passando a receber ameaças, e em 22 de janeiro de 1980 sofreu um acidente automobilístico, vindo a falecer no dia 29 no hospital de Pato Branco, havendo indícios de ter sido um atentado. Sua morte recebeu ampla divulgação. O sepultamento contou com a presença das principais lideranças indígenas dos três estados do sul do Brasil e de São Paulo. Foi casado com Elvira dos Santos, deixando o filho Romancil e a filha Eloy. Romancil Kretã tornou-se cacique e continua suas lutas.
Ângelo Kretã tornou-se um símbolo das lutas indígenas no Brasil. Hoje é visto como uma importante liderança indígena brasileira e a maior liderança do sul nos primórdios do movimento de retomadas. O dia de sua morte é comemorado como Dia de Luta e Resistência dos Povos Indígenas da Região Sul. Seu nome batiza uma escola em São Paulo, por conta "da relevância dos serviços prestados à comunidade indígena", uma praça em Curitiba e a Sala Angelo Kretã no Solar do Barão em Curitiba. Em 2017 um evento no Solar do Barão recuperou sua memória, quando o prefeito Rafael Greca abriu oficialmente o seminário Em Memória de Ângelo Kretã: Balanços e Perspectivas sobre a Questão Indígena no Sul do Brasil, realizado na Universidade Federal do Paraná. Em 2020 várias entidades indígenas do sul do país organizaram uma grande festividade na Terra Indígena Tupã Nhe'é Kretã para homenageá-lo. Na ocasião as lideranças publicaram uma carta aberta denunciando as violações dos direitos indígenas e fazendo várias reivindicações. No mesmo ano a Assembleia Legislativa do Paraná instituiu a Semana Ângelo Kretã de Luta pelos Direitos dos Povos Indígenas, a ser comemorada na primeira semana de abril.